# Sainte-Marie-de-Gosse
Sainte-Marie-de-Gosse (gaskonsko Senta Maria de Gòssa) je naselje in občina v francoskem departmaju Landes regije Akvitanije. Naselje je leta 2009 imelo 1.062 prebivalcev.

## Geografija
Kraj leži v pokrajini Gaskonji 28 km jugozahodno od Daxa.

## Uprava
Občina Sainte-Marie-de-Gosse skupaj s sosednjimi občinami Bénesse-Maremne, Capbreton, Josse, Labenne, Orx, Saint-Jean-de-Marsacq, Saint-Martin-de-Hinx, Saint-Vincent-de-Tyrosse, Saubion in Saubrigues sestavlja kanton Saint-Vincent-de-Tyrosse s sedežem v Saint-Vincentu. Kanton je sestavni del okrožja Dax.

## Zanimivosti
- utrjena prvotno romanska cerkev Notre-Dame de Sainte-Marie-de-Gosse iz 12. stoletja, prenovljena v gotskem stilu 16. stoletja, od 1999 francoski zgodovinski spomenik;